# نيبون يوشن كايشا
نيبون يوشن كابوشيكي كايشا (هانغل: 日本郵船株式会社) هي شركة نقل بحري يابانية وواحدة من أكبر شركات النقل في العالم وشركة أساسية لميتسوبيشي. يقع مقر الشركة في ضاحية شيودو في مدينة طوكيو عاصمة اليابان.

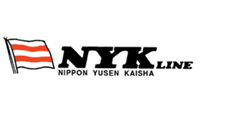
شعار شركة يوشن كايشا

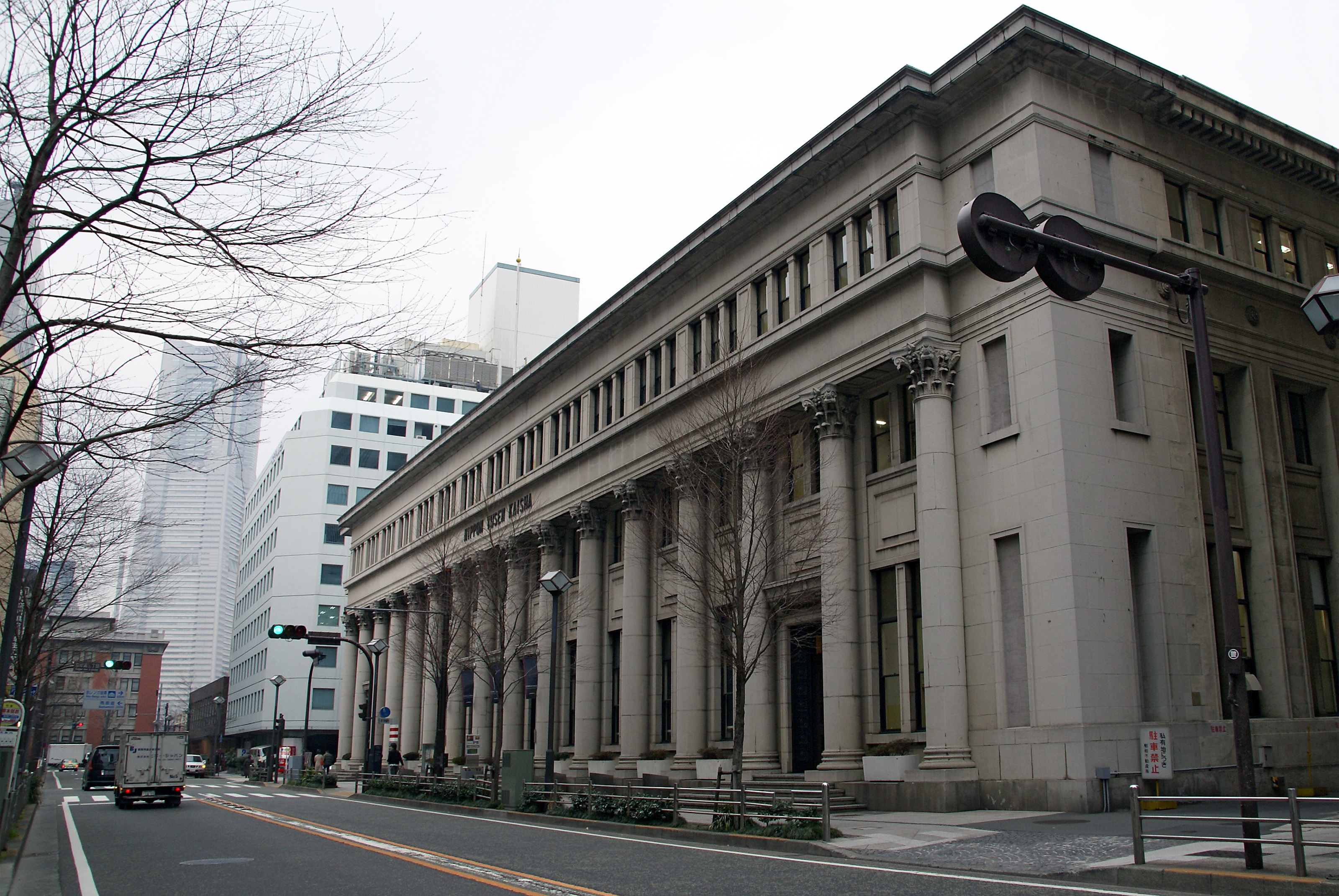
NYK متحف يوشن كايشا البحري

## التاريخ

### 1870-1900
يرجع تاريخ الشركة إلى شركة تسوكومو شوكاي للشحن التي أوجدتها عائلة توسا في عام 1870؛ وفي عام 1875 تم إعادة تسمية الشركة إلى ميتسوبيشي شوكاي والتي دشنت أول خط لنقل الركاب بحريا في اليابان بخط من يوكوهاما إلى شنغهاي ؛ وفي نفس العام تم إعادة تسمية الشركة مرة ثانية إلى شركة ميتسوبيشي للبريد. في عام 1885 أندمجت الشركة المذكورة مع شركة كيودو يونيو كايشا والتي أعطى الشركة تسميتها الحالية.
كانت الشركة التي أوجدت مكونة من أسطول من السفن البخارية يبلغ عددها 58 والتي أخذت على توسيع عمليتها بسرعة ليمتد خط الخدمات لموانئ المنطقة ومن ثم العالم. إضافة إلى ذلك دشن خط نقل ركاب إلى لندن في عام 1899. 

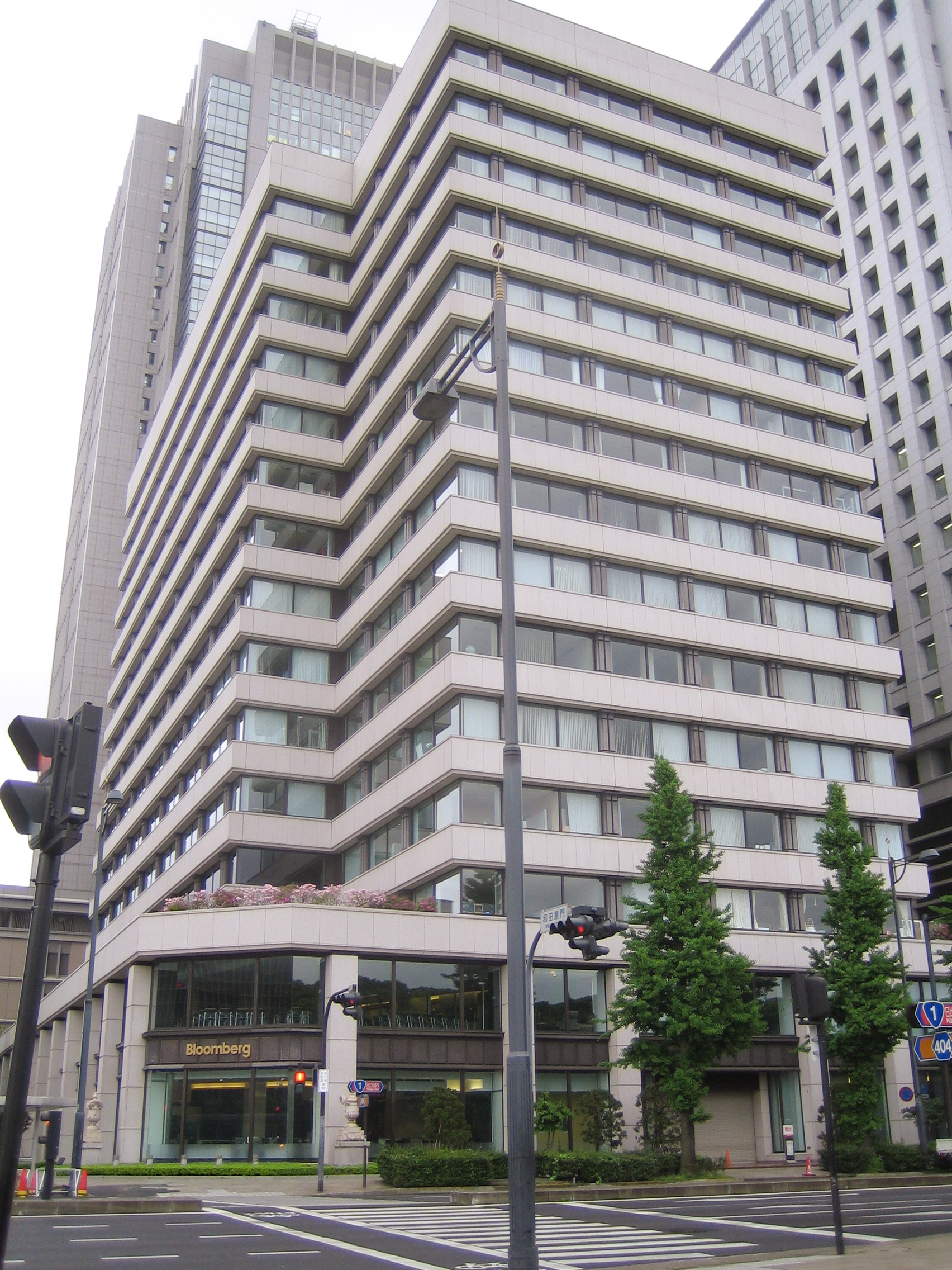
مقر الشركة في شيودو في طوكيو

### 1900-1950
في هذه الفترة كانت أغلب سفن الركاب وناقلات النفط تبحر تحت شعار نيبون كايشا. ربط الخدمات المنظمة مدن كوبي ويوكوهاما بأمريكا الجنوبية بتافيا ملبورن وكيب تاون. إضافة إلى ذلك كانت هناك رحلات اعتيادية إلى كل من سان فرانسيسكو وسياتل. أيضا كان هناك خطوط أخرى تربط موانئ المدن الساحلية الصينية وأعلى نهر اليانغتسي.
امتدت الخطوط العابرة للمحيط الهادي شرقا من اليابان وحتي مدن فانكوفر وسياتل. أيضا كان هناك خط ممتد إلى سان فرانسيسكو وقناة بنما عن طريق هاواي. الخطوط الأخرى امتدت جنوبا من اليابان عبورا ببحر الصين الشرقي وتلك الخطوط كانت تربط اليابان بجنوب شرق آسيا وسواحل الصين وحتى الهند والمحيط الهندي وأيضا حتى أوروبا أستراليا ونيوزيلندا. كانت تستغرق أسرع الرحلات عشرة أيام من يوكوهاما إلى سياتل وشهر واحد إلى أوروبا.
ربطت خطوط البحر المحلية 78 ميناء وكانت موانئ كوبي وأوساكا الأهم بنسبة للتجارة مع الموانئ الخارجية. أيضا احتلت تلك الموانئ المراتب الثالثة والخامسة والثامنة عالميا بنسبة لكمية البضائع المسجلة الواردة والصادرة. مرت العديد من البضائع على الموانئ كالفحم من موجي إلى أوساكا ويوكوهاما. إضافة إلى ذلك مثل خشب كرافوتو جزء ثالث من التجارة المحلية وكانت تنقل منتجات فول الصويا من دايرين وريوجن إلى يوكوهاما. أيضا مثل قصب السكر من انتداب جنوب المحيط الهادي فرموزا بالإضافة إلى القطن والملح والمعادن جزء آخر مهم من السلع المنقولة. في عام 1929 اندمجت شركة طوكيو كيسن لاين بأسطولها البالغ تسع سفن مع يوشن كايشا. ربطت الشركة أيضا اليابان بمقاطعاتها الخارجية ككرافوتو وفرموزا خلال الفترة الإمبراطورية لليابان.
ابتداء من عام 1924 بدأ اعتماد الشركة على السفن ذات المحركات وقدمت الشركة أول السفن من ذلك النوع عام عام 1929 ولكن استمرت بشراء سفن من كلا النوعين البخاري وذوات المحرك حتى عام 1939. وفي فترة الحرب العالمية الثانية اعتمدت الشركة من قبل جيش وأسطول اليابان الإمبراطوري لنقل الجند الياباني ونقل المعدات الطبية ولكن أغرقت القوات المتحالفة العديد من سفن الشركة وهوجمت العديد من المنشآت والموانئ من الجو. نجت فقط 37 سفينة من الحرب وفي نهاية الحرب كانت الشركة قد فقدت 185 سفينة أوكلت إليها مهام دعم العمليات العسكرية في المحيط الهادي. قبيل الحرب كان لدى شركة يوشن كايشا 36 سفينة لنقل الركاب وبانتهاء الحرب عند استسلام اليابان بقيت فقط واحدة تسمى هيكاوا مارو. تم مصادرة سفن الشركة المتبقية من قبل قوات الحلفاء كتعويض عن الأضرار أو أخذت من قبل الدول الآسيوية التي حررت من عام 1945 وحتى 1946.

#### السفن المختارة
تمدد أسطول الشركة سريعا نتيجة لتغيرات الاقتصادية والحاجة المتزايدة للنقل الركاب بحريا. و قد عكس نمو أسطول الشركة تلك المتطلبات. في القوائم أدناه تبين تواريخ أول رحلات مع اسم كل سفينة قامت برحلة. من بين العديد من سفن الشركة هناك أسماء تضم فئات متسلسلة وأخرى تحمل أسماء لمزارات الشنتو بالإضافة إلى أسماء مقاطعات ومدن و جبال وجزائر يابانية قديمة. أيضا تحمل بعض السفن أسماء غير يابانية.
هذه قائمة غير كاملة لأسماء بعض السفن وتواريخ رحلاتهن التدشينية. يمكنم إضافة المزيد من الأسماء إن اقتضت الحاجة.
مزارات الشنتو
- شيشيبو مارو (1930)
- أوا مارو (1899) أساما مارو(1929) أسوكا مارو(1924)
- أوا مارو (1943) مايا مارو (1925) كالكوتا مارو (1917)
- كاغا مارو (19---) روكو مارو (1923) ليشونة مارو (1920) نوتو مارو (1934)

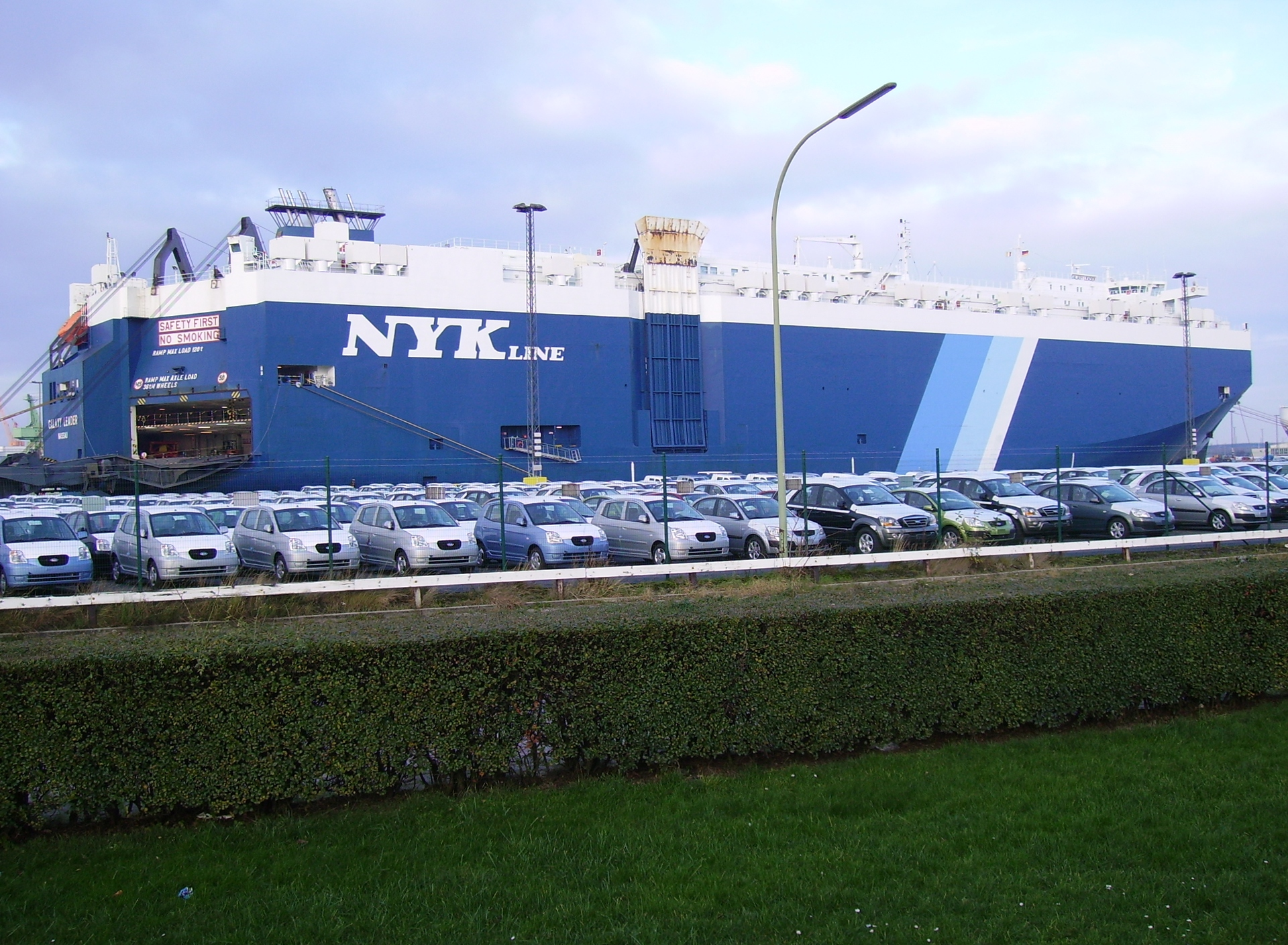
ناقلة السيارات جالكسي ليدر

- تانجو مارو (1905)
- هايي مارو(1930)
- هيان مارو(1930)
- هيكاوا مارو (1930)
- كاسوغا مارو (1940)
- نيتا مارو(1939)
- تاتسوتا مارو (1930)
- تيروكوني مارو (1930) ناقلة السيارات جالكسي ليدر
- ياواتا مارو(1939)

#### 1950-إلى الحاضر
في منتصف الخمسينيات رجعت سفن يوشن كايشا إلى الخدمة في أنحاء العالم ولكن و بسبب تناقص الطلب على نقل الركاب بحريا بدءت الشركة بتوسيع خدمات الشحن بتشغيل أول سفينة شحن يابانية الهاكون مارو برحلة إلى كاليفورنيا عام 1968 لتحلقها المزيد من خطوط الشحن لمزيد من الموانئ العالمية. دخلت الشركة في شراكة مع خطوط الشحن اليابانية في 1978 و في عام 1985 دخلت أيضا في شراكة مع قطارات الشحن البرية الأمريكية بتعاون مع شركة سذيرن باسيفيك.
في عام 1989 أحيت الشركة خدمة نقل المسافرين بحريا بسفن من تشغيل كريستال كروزيس وفي عام 1990 استأنفت الشركة خدمة النقل البحري للركاب تحت اسمها بإدخال إم إس أسوكا إلى السوق اليابانية. في عام 2006 استبدلت أسوكا بسفينة أكبر سميت أسوكا 2 و التي كانت تابعت في السابق إلى كريستال كروزيس. تعتبر شركة نيبون يوشن كايشا العاشرة عالميا في ما يخص كمية الشحن.